# Le Maisnil

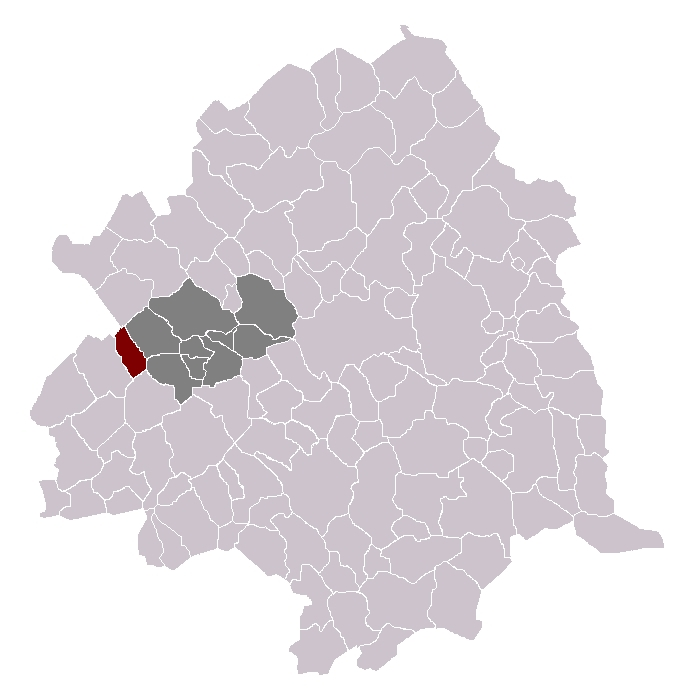
Ubicació de Le Maisnil dins del cantó i el districte

Le Maisnil és un municipi francès, situat a la regió dels Alts de França, al departament del Nord. L'any 2006 tenia 534 habitants. Limita al nord amb Bois-Grenier, al nord-est amb Radinghem-en-Weppes, a l'est amb Beaucamps-Ligny, al sud amb Fournes-en-Weppes, a l'oest amb Fromelles i al nord-oest amb Fleurbaix.

## Demografia
| 1962                                       | 1968 | 1975 | 1982 | 1990 | 1999 | 2006 |
| ------------------------------------------ | ---- | ---- | ---- | ---- | ---- | ---- |
| 285                                        | 286  | 327  | 498  | 527  | 561  | 538  |
| Des de 1962: població sense dobles comptes |      |      |      |      |      |      |

## Administració
| Període   | Identitat                | Partit |
| --------- | ------------------------ | ------ |
| 1989-2001 | Marie-Thérèse Boulinguez |        |
| 2001-     | Michel Borrewater        |        |